# Brachytria thoracica
Brachytria thoracica är en skalbaggsart som beskrevs av Max Poll 1887. Brachytria thoracica ingår i släktet Brachytria och familjen långhorningar. Inga underarter finns listade.